# 크랩스

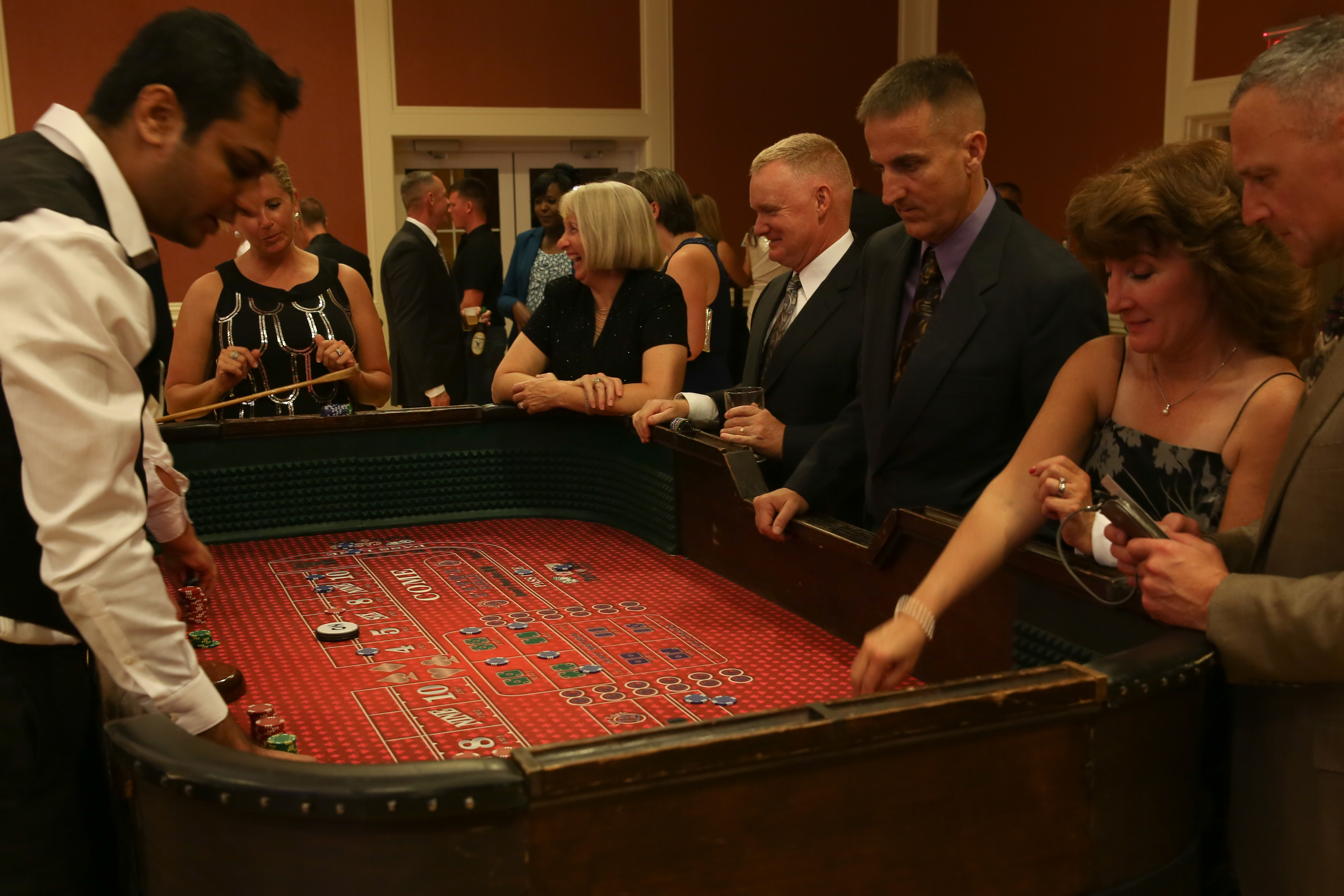
게임을 진행 중인 크랩스 테이블

크랩스(Craps)는 플레이어가 두 개의 주사위를 굴린 결과에 베팅하는 주사위 게임이다. 플레이어는 서로("스트리트 크랩스" 플레이) 또는 은행("카지노 크랩스")을 상대로 돈을 걸 수 있다. 장비가 거의 필요하지 않기 때문에 "스트리트 크랩스"는 비공식적인 환경에서 플레이할 수 있다. 크랩스를 쏘는 동안 플레이어는 속어 용어를 사용하여 베팅과 행동을 할 수 있다.

## 역사
1788년에 "Krabs"(이후 crabs로 표기)는 주사위 게임 '위험'(hazard 또는 hasard)의 영어 변형이었다.
크랩스는 서유럽의 위험 게임을 단순화하여 미국에서 개발되었다.

## 같이 보기
- 주사위
- 아가씨와 건달들
- 통제의 환상
- 확률